# حزب المحافظين الكولومبي

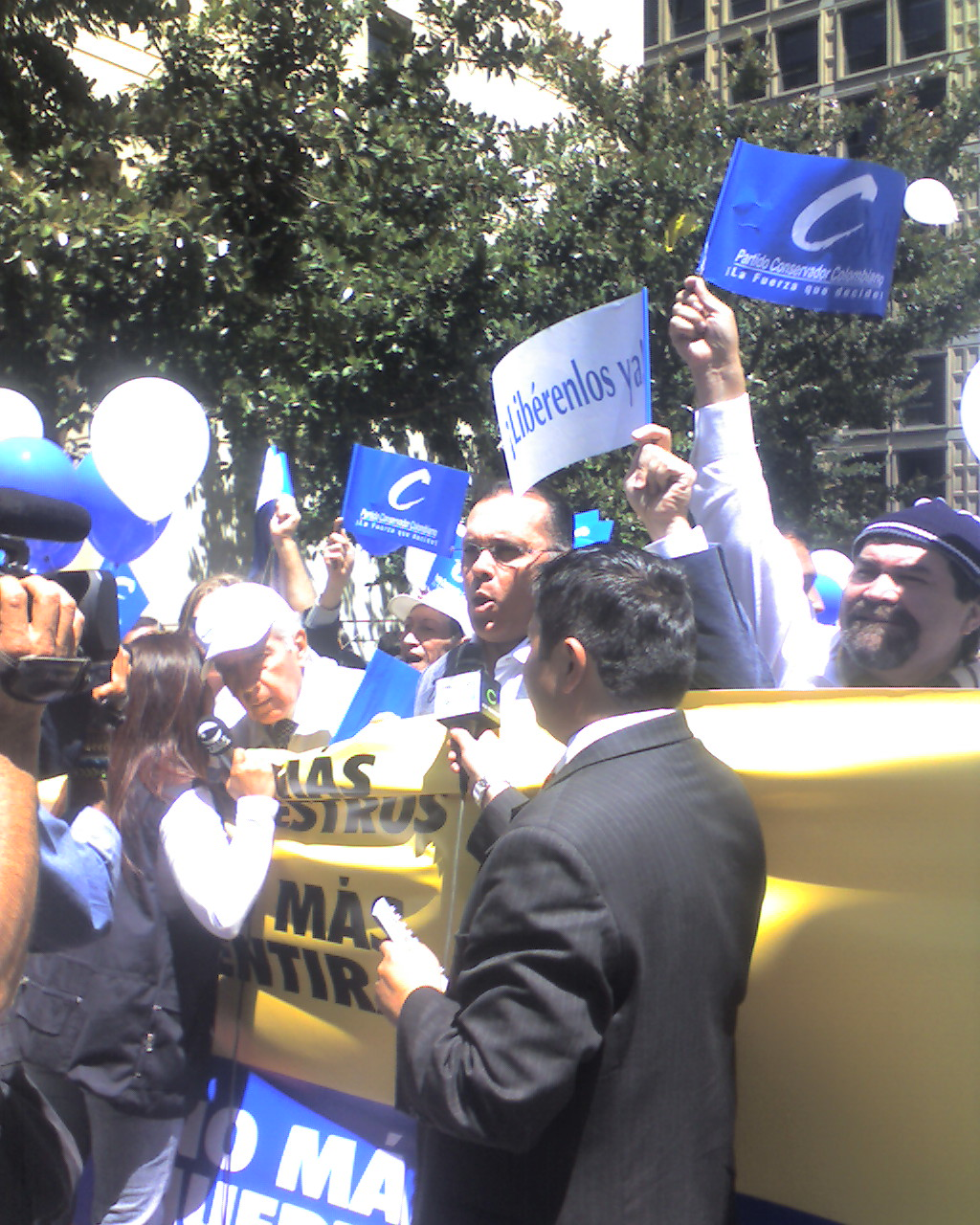
مؤيدون للحزب المحافظ الكولومبي

حزب المحافظين الكولومبي (الاسبانية:Partido Conservador Colombiano) هو حزب سياسي تقليدي في كولومبيا. أسسه رسميا عام 1849 كلٌ من ماريانو أوسبينا رودريغيز وخوسيه يوزيبيو كارو. هيمن الحزب المحافظ مع الحزب الليبرالي الكولومبي على المشهد السياسي الكولومبي منذ نهاية القرن 19 حتى عام 2002، في هيمنة سياسية حزبية.
لكن في منتصف القرن 20، أنشأ حزب المحافظين والحزب الليبرالي بعد الإطاحة بالرئيس غوستابو روخاس بينيا «الجبهة الوطنية» وتقاسماها بتغيير مدة الرئاسة لمدة 16 عاما. ويعد حزب المحافظين حاليا ثاني أكبر قوة سياسية في الكونغرس الكولومبي. وهي جزء من ائتلاف خوان مانويل سانتوس، والداعمة لحكومة لألفارو أوريبي فيليز المحافظة منذ عام 2002.

## أنظر كذلك
- الإتجاه المحافظ في كولومبيا
- الحزب الليبرالي الكولومبي
- التاريخ الدستوري لكولومبيا